# 歌のフルハウス
『歌のフルハウス』（うたのフルハウス）は、1964年9月13日から1965年1月まで日本テレビ系列局で放送されていた日本テレビ製作の歌謡バラエティ番組である。その後も1965年2月7日から同年2月28日まで『歌のフルコース』と題して放送されていた。いずれもハウス食品工業（現・ハウス食品）の一社提供。放送時間は毎週日曜 19:00 - 19:30 （日本標準時）。

## 概要
歌の企画だけでなく、弱小ラグビー部を舞台にしたドラマ企画も同時展開していた異色の番組である。番組に出演する歌手たちは「ひばりが丘学園」ラグビー部の部員で、歌が上手いばかりで肝心のラグビーはまったく弱いという設定で進行。部の監督とマネージャーはテレビ・ラジオ各局を奔走し、歌っている部員たちを集めてなんとか練習させようとしていた。

## 出演者
- 舟木一夫
- 三田明
- 西郷輝彦
- このほか、毎回様々な歌手たちが出演していた。